# François Bonivard

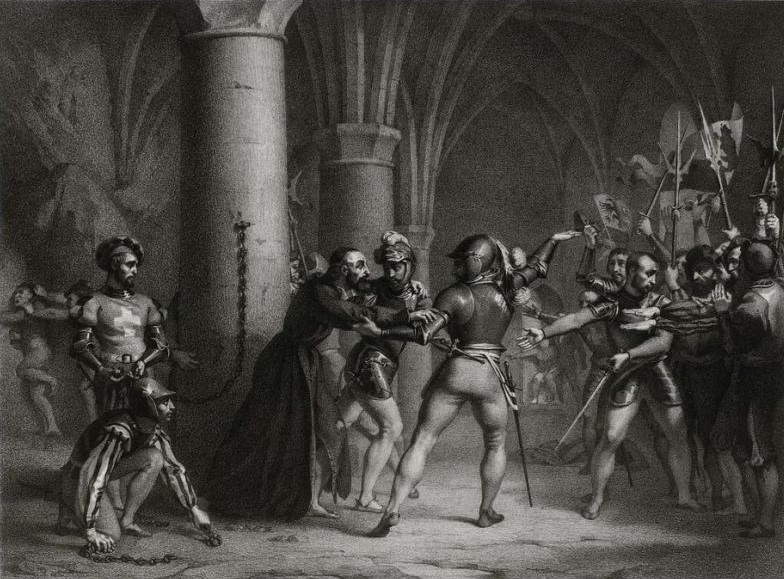
Die Auslieferung des Bonivard, Gemälde von Franck-Édouard Lossier (1898)

François Bonivard, auch François Bonnivard (* 1493 in  Seyssel; † 1570 in Genf) war ein Genfer Freiheitskämpfer, Geistlicher und Historiker, dessen Leben Lord Byron 1816 zu dem Gedicht The Prisoner of Chillon (dt.: Der Gefangene von Chillon) inspirierte. Er war Anhänger der Reformation.

## Leben
François Bonivard wurde 1493 als Sohn des Lehnsherrn von Lompnes, Louis Bonivard, und dessen Ehefrau Aynarde de Menthon-Montrottier geboren. Im Alter von sieben Jahren sandte man Bonivard zur Klosterschule nach Pinerolo. Anschliessend besuchte er die Universitäten Turin und Freiburg im Breisgau, wo er Recht studierte. 1510 übernahm er nach dem Tod des Onkels Jean-Aimé de Bonivard dessen Position als Prior im Kloster Saint-Victor bei Genf.
Trotz der Stellung seiner Familie sympathisierte Bonivard mit den Freiheitskämpfern von Genf, die sich gegen die Versuche des Hauses Savoyen wehrten, die Region unter ihre Herrschaft zu bringen. Nachdem Karl III. von Savoyen den Besitz der Bonivards beschlagnahmt hatte, schloss sich Bonivard den Freiheitskämpfern an. 1519 musste er als Mönch verkleidet fliehen, als der Herzog ihn in Gewahrsam nehmen lassen wollte. Doch Freunde, darunter der Graf von Vaduz und Brisset, Abt von Montheron, verrieten ihn. Sie lieferten ihn an Karl III. aus, der ihn von 1519 bis 1521 einkerkerte. Der Abt von Montheron erhielt als Belohnung das Kloster St. Victor, wurde aber von Freunden Bonivards vergiftet. Bonivard kam erst 1527 nach St. Victor zurück.
Trotz dieser Erfahrungen war Bonivard weiter politisch aktiv und setzte sich auch für die Reformation ein. 1530 wurde er von Schergen des Herzogs in Moudon überfallen und erneut dem Herzog ausgeliefert. Dieser internierte ihn wieder, dieses Mal im Schloss Chillon. Bonivard wurde erst 1536 durch die mit den Genfern alliierten Berner befreit, als diese die Waadt eroberten. Das Kloster St. Victor war inzwischen zerstört worden, doch die Stadt Genf gewährte Bonivard eine Rente. 1537 erhielt er die Bürgerrechte der Stadt und wurde Mitglied des Rates der Zweihundert, was ihm ein finanzielles Auskommen sicherte. Kurz lebte er nach 1538 in Bern und Lausanne, kehrte aber 1544 dauerhaft nach Genf zurück. 1542 bis 1551 verfasste Bonivard auf Wunsch der Stadt eine „Chroniques de Genève“, die erste Stadtchronik von Genf. Veröffentlicht wurde diese erst 1831.
Bonivard war vier Mal verheiratet. Wahrscheinlich heiratete er um 1542 Catherine Baumgartner, die jedoch 1543 starb. 1544 heiratete er Jeanne Dalmais (oder Darmaize), die Witwe von Pierre Corne, bis auch diese 1552 starb. 1550 heiratete er die Witwe Pernette Mazue; die Ehe hielt von 1550 bis 1562. Seine vierte Frau wurde die ehemalige Nonne Catherine de Courtarouvel (oder Courtaronel). Die Ehe erfolgte wohl vor allem aufgrund des ausschweifenden Lebensstils Bonivards, der unter den Bürgern der Stadt nicht gerne gesehen war und ständig Geldprobleme hatte. Einige Jahre nach der Hochzeit wurde Catherine wegen Unsittlichkeit und Untreue unter Hausarrest gestellt. Bonivard bemühte sich um eine Annullierung der Ehe, doch seine Frau wurde hingerichtet, indem man sie in die Rhone warf.
Bonivard starb 1570 in Genf.

## Werke
- Chroniques de Genève, 1542 bis 1551
- Advis et Devis de la Source de l’Idolatrie et Tryannie Papale
- Advis et Devis de Langues, 1563
- Advis et Devis sur l’Ancienne et Nouvelle Police de Genève